# عبد الرحمن قويدر
عبد الرحمن قويدر ممثل سوري.

## عن حياته
ممثل سوري تخرج في المعهد في دفعة 2003، فور تخرجه من المعهد العالي للفنون المسرحية، قدّم أوّل أدواره التلفزيونية في مسلسل «ربيع قرطبة» سنة (2003) شارك بعدها العديد من المسلسلات، حيث يلعب شخصية قاطع طريق في مسلسل «الحصرم الشامي» للمؤلف فؤاد حميرة والمخرج سيف الدين سبيعي، ويلعب شخصية شاويش في مسلسل «أولاد القيمرية». ويتوقع قويدر أن يحظى هذان العملان بمتابعة واهتمام المشاهدين رغم أنهما سيعرضان على قناةٍ مشفرة، كما يشارك في مسلسل «على رصيف الذاكرة» مع المخرج سامي الجنادي والمؤلف محمود الجعفوري، وفي مسلسل «الحوت» للمؤلف كمال مرة والمخرج رضوان شاهين حيث يلعب دور سقا يحاول أن يسمم المياه التي يشربها الفرنسيون. كما يشارك قويدر في مسلسلات «طوق الياسمين»، و«قمر بني هاشم»، و«غفلة الأيام»، و«مواسم الخطر»، ورغم مشاركاته العديدة إلا أن قويدر مازال يحلم بتأدية شخصيات تاريخية عديدة منها شخصية الشاعر العباسي أبي نواس كما يرى أنه قادر على تقديم الكوميديا.

## أعماله

### في المسلسلات
- (2009) تحت المداس
- (2010) أهل الراية ج2 شهامة الكبار
- (2010) أبو جانتي (ملك التاكسي
- (2011) سوق الورق
- (2011) يوميات مدير عام ج2
- (2012) رفة عين
- (2012) الولادة من الخاصرة ج2: ساعات الجمر
- (2012) الاميمي ج2
- (2012) بقعة ضوء ج9
- (2013) زمن البرغوت ج2
- (2013) نساء من هذا زمان
- (2013) تحت سماء الوطن
- (2013) فتت لعبت
- (2014) باب الحارة ج6
- (2014) بواب الريح
- (2014) باب المراد
- (2014) بقعة ضوء ج10
- (2015) باب الحارة ج7
- (2015) العراب
- (2015) بنت الشهبندر
- (2015) بقعة ضوء 11
- (2015) عناية مشددة
- (2015) حارة المشرقة
- (2015) دنيا ج2
- (2016) باب الحارة ج8
- (2016) خاتون ج1
- (2016) الخان
- (2016) الندم
- (2016) بقعة ضوء ج12
- (2017) باب الحارة ج9
- (2017) أوركيديا
- (2017) بقعة ضوء ج13
- (2018) العاصوف 1
- (2018) هواجس عابرة
- (2018) المهلب بن أبي صفرة
- (2018) كوما
- (2019) ببساطة
- (2019) عطر الشام ج4
- (2019) كونتاك
- (2019) ناس من ورق
- (2019) بقعة ضوء ج14
- (2019)  عندما تشيخ الذئاب
- (2019) العاشق: صراع الجواري

### في الأفلام
- (2009) الخوافي والقوادم في نصرة الإسلام

### سباعية
- تحت سماء الوطن

## روابط خارجية
- عبد الرحمن قويدر على موقع قاعدة بيانات الأفلام العربية